# Смирнов, Владимир Александрович (хоккеист)
Владимир Александрович Смирнов (Пустой шаблон {{ВД-Преамбула}} ) — советский хоккеист, вратарь.

## Биография
Всю карьеру провёл в сезонах 1949/50 — 1955/56 в команде «Химик» / «ДК им. К. Маркса» Электросталь. В 1 группе / классе «А» чемпионата СССР отыграл четыре сезона (1952/53 — 1955/56).